# Bilet de intrare

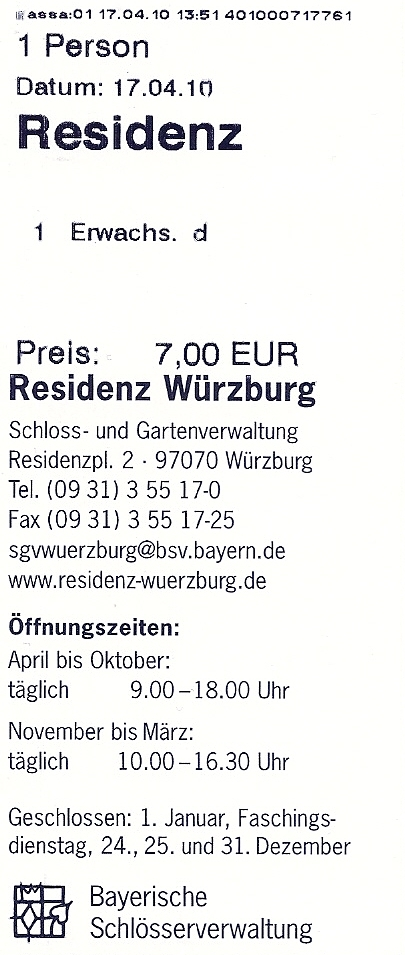
Bilet de admitere german pentru Rezidența din Würzburg (2010)

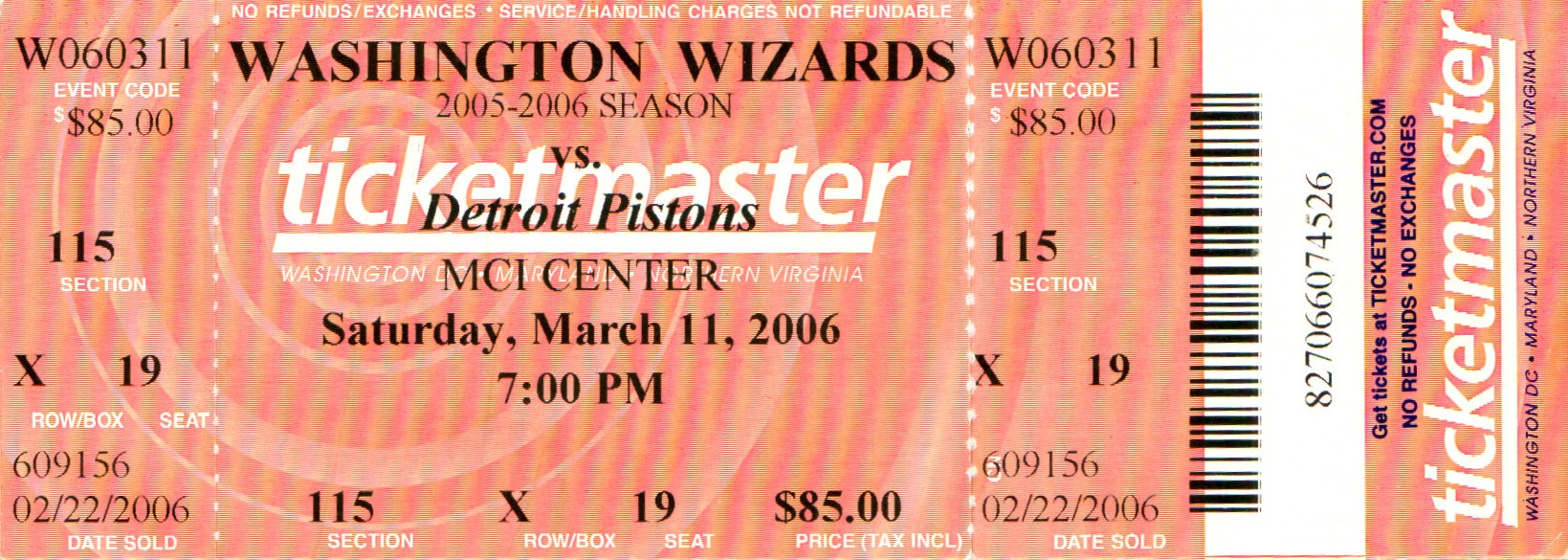
Un bilet de baschet american din 2006

Un bilet este un voucher care indică faptul că o persoană are dreptul de a fi admisă la un eveniment sau într-o unitate, precum teatru, parc de distracții sau atracție turistică, sau are dreptul de a călători pe un vehicul, cum ar fi cu un bilet de avion, bilet de autobuz sau bilet de tren. De obicei, o persoană plătește pentru un bilet, dar poate fi  și gratuit. Un bilet poate servi pur și simplu drept dovadă a dreptului sau a rezervării. Un bilet poate fi valabil pentru orice loc (sau scaun) sau pentru unul specific („locuri repartizate” sau „locuri rezervate”).

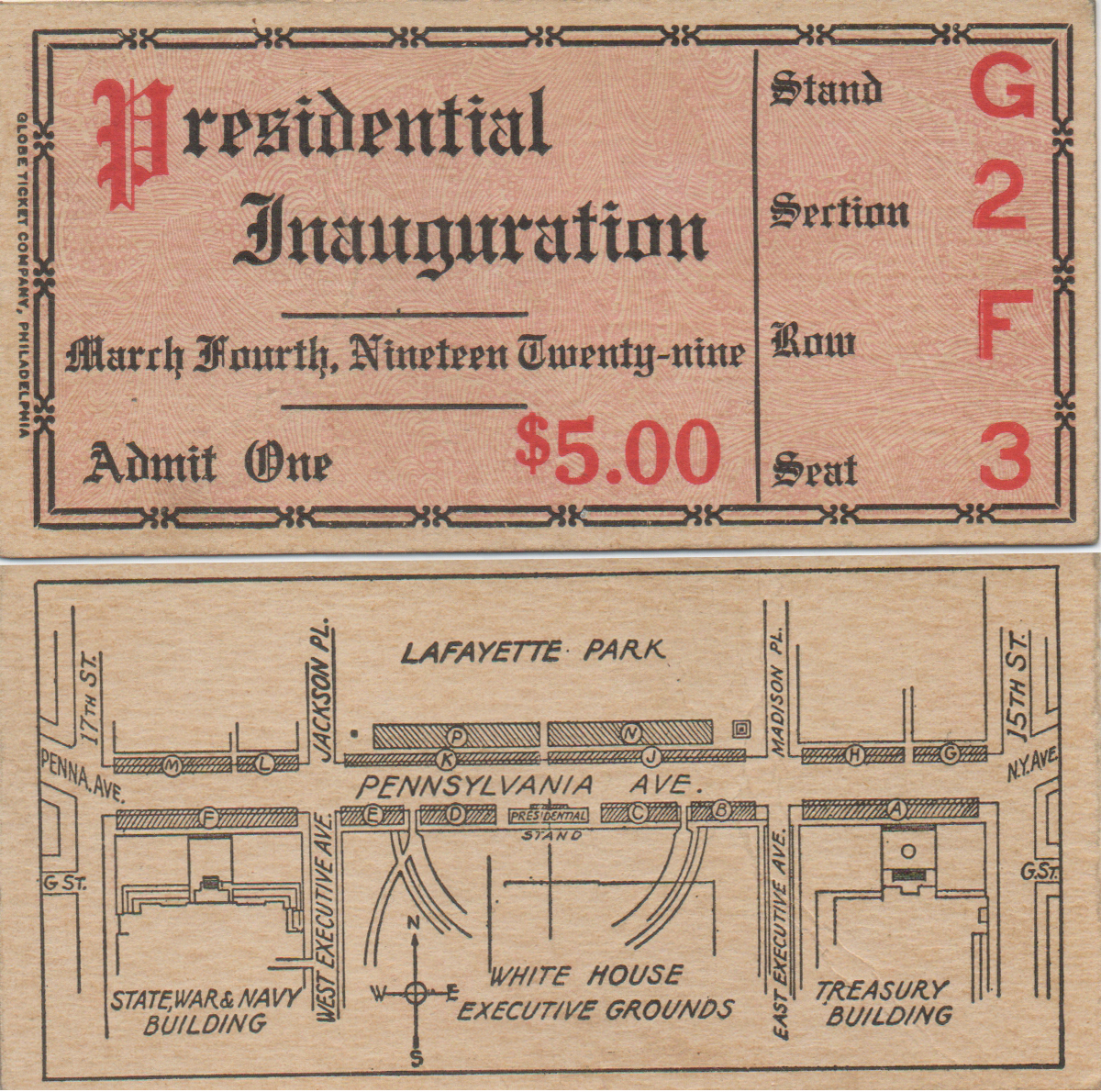
Bilet de intrare la parada inaugurală pentru președintele Herbert Hoover, 4 martie 1929